# Mito científico

Existe el mito según el cual Isaac Newton elabora su Ley de gravitación universal al observar a una manzana caer.

Un mito científico es un mito acerca de la ciencia. Por ejemplo, los descubrimientos científicos a menudo se presentan de una manera mitológica, de forma que la teoría parece fruto de la intuición dramática de un individuo heroico y no como el resultado de la experimentación y el razonamiento. Un ejemplo es la Ley de la gravitación universal de Isaac Newton, de la cual comúnmente se piensa que es el resultado de una manzana que cae sobre su cabeza. Si bien es cierto que la observación de una manzana cayendo juega un papel en el inicio de sus planteamientos, Newton necesitó unos veinte años más para desarrollar completamente la teoría, por lo que la historia de la manzana ha sido descrita como un mito.
El historiador científico Douglas Allchin sugiere que los relatos míticos son engañosos ya que presentan a los resultados como provenientes de un personaje con autoridad y minimizan la importancia del error y su resolución por parte del método científico. Al respecto, Westerlund y Fairbanks están de acuerdo que los relatos románticos de la ciencia tienden a distorsionar su naturaleza, pero en el caso del descubrimiento por parte de Mendel de las leyes de la herencia, ellos sostienen que la crítica de Allchin sobre el rol de Mendel y el razonamiento es exagerada.